# خلية نخاعية قبلية

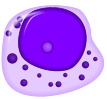
خلية نخاعية قبلية قاعدية

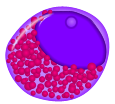
خلية نخاعية قبلية حمضية

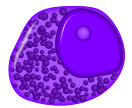
خلية نخاعية قبلية قاعدية

الخلية النخاعية القبلية أو طليعة الخلية النخاعية أو السليفة النقوية (بالإنجليزية: Promyelocyte)‏
هي مصدر للخلايا المحببة وتتطور من أرومة نقوية إلى خلية نخاعية.

## صور إضافية

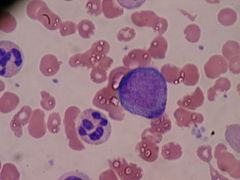

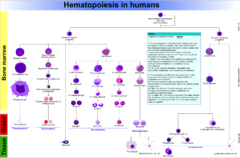

## وصلات خارجية
- "Promyelocyte" في معجم دورلاند الطبي

- صور نسيجية: 01806loa — نظام تعلم علم الأنسجة في جامعة بوسطن - «18. Bone Marrow and تكون الدم: نخاع العظام smear, promyelocyte and أرومة الحمراء السويةs»
- Histology at KUMC blood-blood08 "Bone marrow"
- Histology at KUMC blood-blood11 "Bone marrow"
- "White Cell Basics: Maturation" at virginia.edu
- صورة تشريحية: 75_02 في مركز جامعة أوكلاهوما للعلوم الصحية. - "Bone marrow smear"
- Promyelocyte في المكتبة الوطنية الأمريكية للطب نظام فهرسة المواضيع الطبية (MeSH).